# Félix Léon Marie
Pour les articles homonymes, voir Félix Marie.
Le général de brigade Félix Léon Marie, né le 21 juin 1870 à Sault (Vaucluse) et mort le 22 octobre 1938 aux Angles (Gard), est un aviateur militaire français.